# Taktische Ventilation
Taktische Ventilation oder Entrauchung ist eine Einsatztaktik der Feuerwehr zur gezielten Belüftung im Innenangriff bei der Brandbekämpfung. Durch die Taktische Ventilation wird Rauch und Hitze gezielt aus einem Gebäude verdrängt um die Sicht zur Menschenrettung und Brandbekämpfung zu erleichtern, außerdem toxischen Rauch durch Atemluft zu verdrängen und die Temperatur zu senken.

## Ziel und Konzept

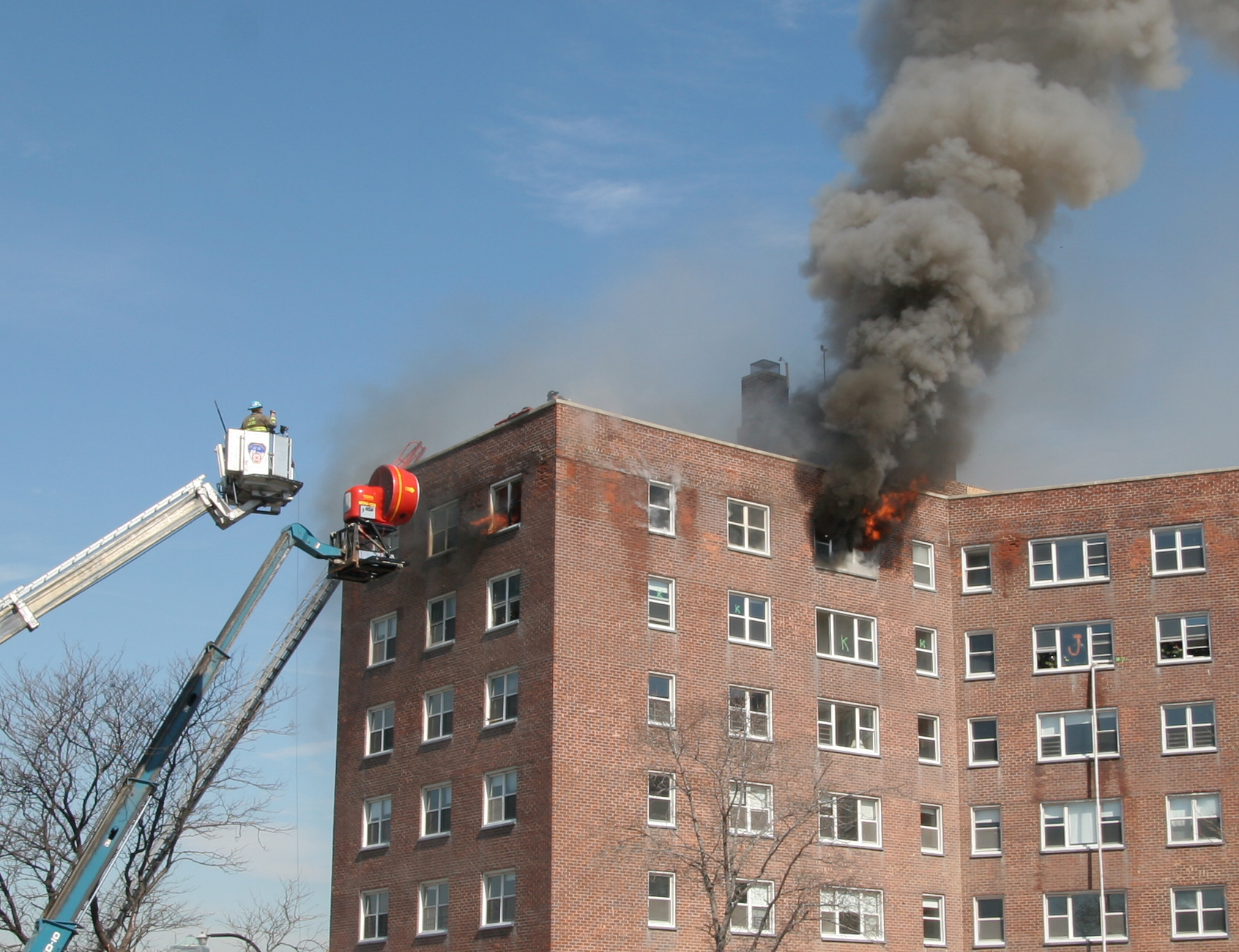
Ventilation mit Lüfter an Teleskopkran bei Tests des NIST

Rauch in Innenräumen stellt aus mehreren Gründen ein Problem bei der Brandbekämpfung dar. Durch die Sichtbehinderung werden Orientierung, Menschenrettung und Brandbekämpfung erschwert. Rauchgas ist stark toxisch und kann zu einer lebensgefährlichen Rauchgasvergiftung führen. Atemschutzgeräteträger atmen durch ihre Atemschutzgeräte die Rauchgase nicht ein; allerdings wird ihre Schutzkleidung kontaminiert. Rauch richtet Sachschäden in Gebäuden an und kann mit seiner Wärmeenergie brennbare Stoffe entzünden und so zur Brandausbreitung beitragen.
Ziel der taktischen Ventilation ist es, in der Nähe des Brandherds schnell und viel Rauch aus dem Gebäude zu entfernen und die Temperatur zu senken. Dadurch sollen die Maßnahmen der Suche und Rettung erleichtert, die Gefahr von Rauchdurchzündung bzw. Rauchgasexplosion verringert und die Brandausbreitung verlangsamt werden.
Die Gefahr der taktischen Ventilation besteht darin, dass dem Feuer zusätzlicher Sauerstoff zugeführt wird, was den Brand verstärken kann. Der Rauch sollte möglichst wenig mit Luft verwirbelt werden, um ein zündfähiges Gemisch zu vermeiden. Gegen eine Ventilation kann beispielsweise sprechen, dass kein Rauchabzug vorhanden ist, dass sich Personen zwischen Brandherd und Abzug befinden oder Anzeichen einer bevorstehenden Rauchgasexplosion bestehen. In diesem Fall kann eine Unterbindung der Belüftung durch das Schließen von Türen oder Fenstern die Ausbreitung von Feuer und Rauch verhindern.

## Arten

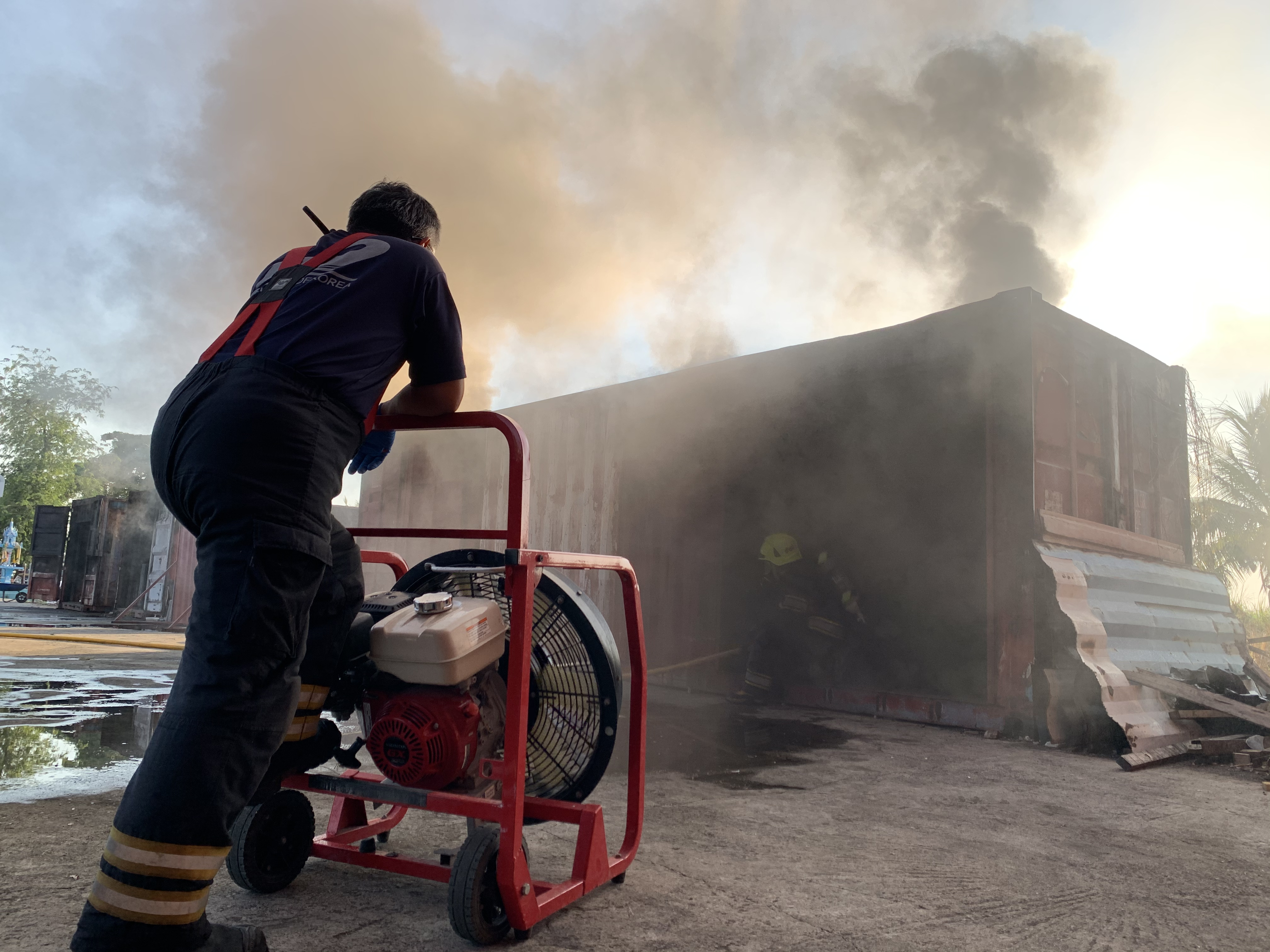
Einsatz eines Hochdruckbelüfters

### Natürliche Ventilation
Bei einem Brand entsteht leichter (weil warmer) und unter Überdruck stehender Rauch. Sobald eine Öffnung im Gebäude vorhanden ist, entsteht ein natürlicher Luftzug. Dies kann durch Aktivieren eines Rauchabzugs, das Öffnen oder Einschlagen von Fenstern oder das Öffnen des Dachs, beispielsweise durch Herausnehmen von Dachziegeln mit einem Hubrettungsfahrzeug, herbeigeführt werden.

### Druckentrauchung
Bei der Druckentrauchung werden Druckbelüfter eingesetzt, um an gezielten Stellen Luft mit Überdruck in das Gebäude zu befördern. Wenn Ein- und Auslassöffnung das richtige Größenverhältnis haben, wird die Luft durch den Auslass hinausgedrückt. Eine Gefahr besteht darin, dass der Rauch tiefer in das Gebäude gedrückt wird. Sobald der Brand gelöscht ist, wird empfohlen, die Räume einer Wohnung nach und nach zu ventilieren, um eine möglichst effektive Entrauchung zu erreichen. Ein Lüfter kann rund 1000 m³ Luft pro Minute bewegen.
Hingegen wird bei der Überdruckbelüftung keine oder nur eine kleine Abluftöffnung geschaffen, damit ein permanenter Überdruck entsteht. Damit können angrenzende Gebäude oder Treppenhäuser rauchfrei gehalten werden.

### Hydraulische Ventilation

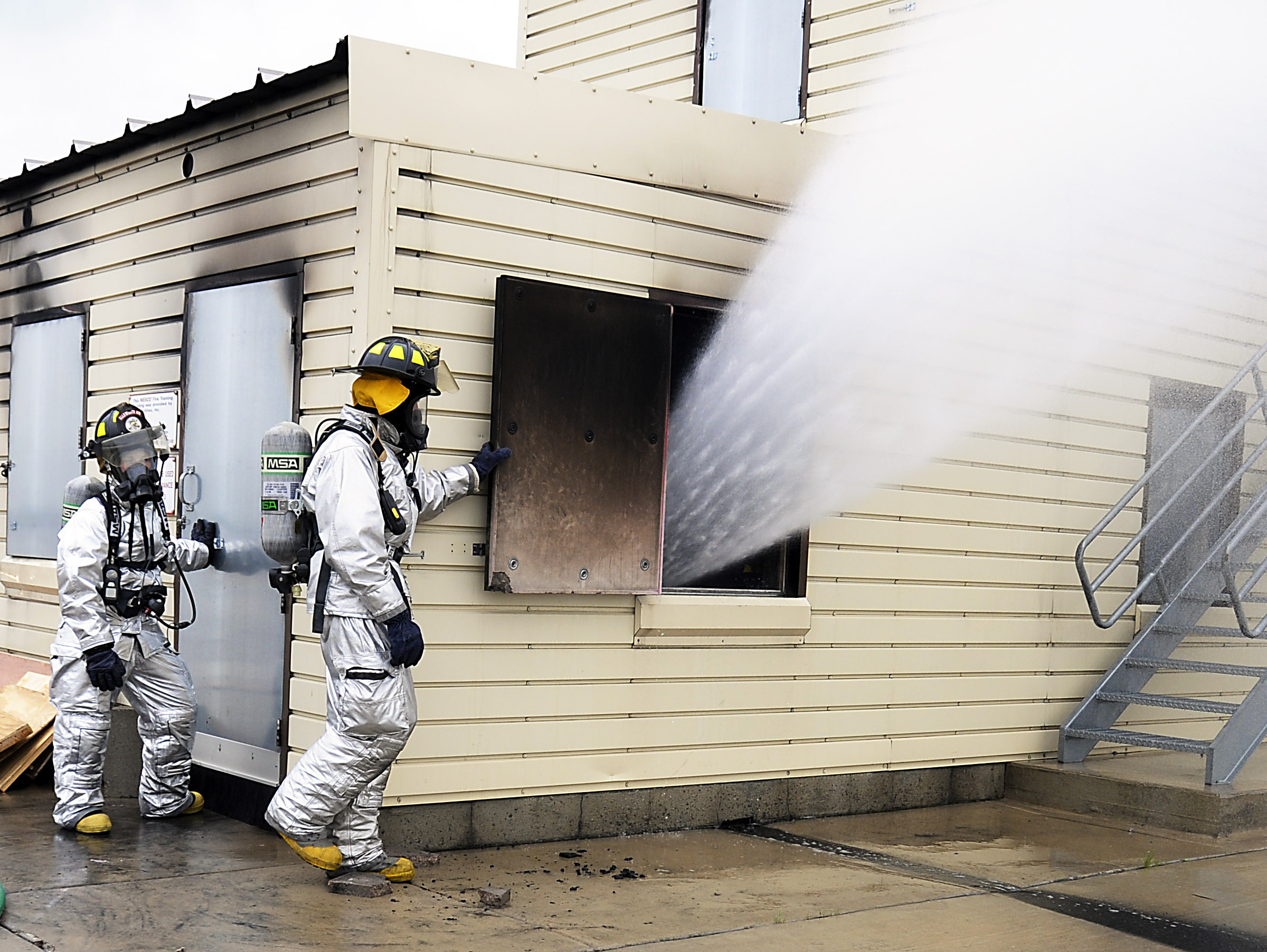
Hydraulische Ventilation

Bei der hydraulischen Ventilation befördert man mit einem Sprühstrahl Wasser aus Türen oder Fenstern ins Freie, wobei die gesamte Öffnung vom Wasserstrahl ausgefüllt sein sollte. Unter Nutzung des Venturi-Effekts wird der Rauch mitgerissen und aus dem Gebäude herausgezogen. Mittels hydraulischer Ventilation können pro Minute bei einem Wasserdurchfluss von 200 Litern rund 45 m³ Luft bewegt werden. Verglichen mit einem Druckbelüfter ist dies nicht sehr effektiv und dazu mit hohem Wasserverbrauch verbunden; die hydraulische Ventilation kann aber die anderen beiden Konzepte unterstützen oder zur Entrauchung kleinerer Räume eingesetzt werden.